# シェル (フランス)
シェル （Chelles）は、フランス、イル＝ド＝フランス地域圏、セーヌ＝エ＝マルヌ県のコミューン。

## 地理

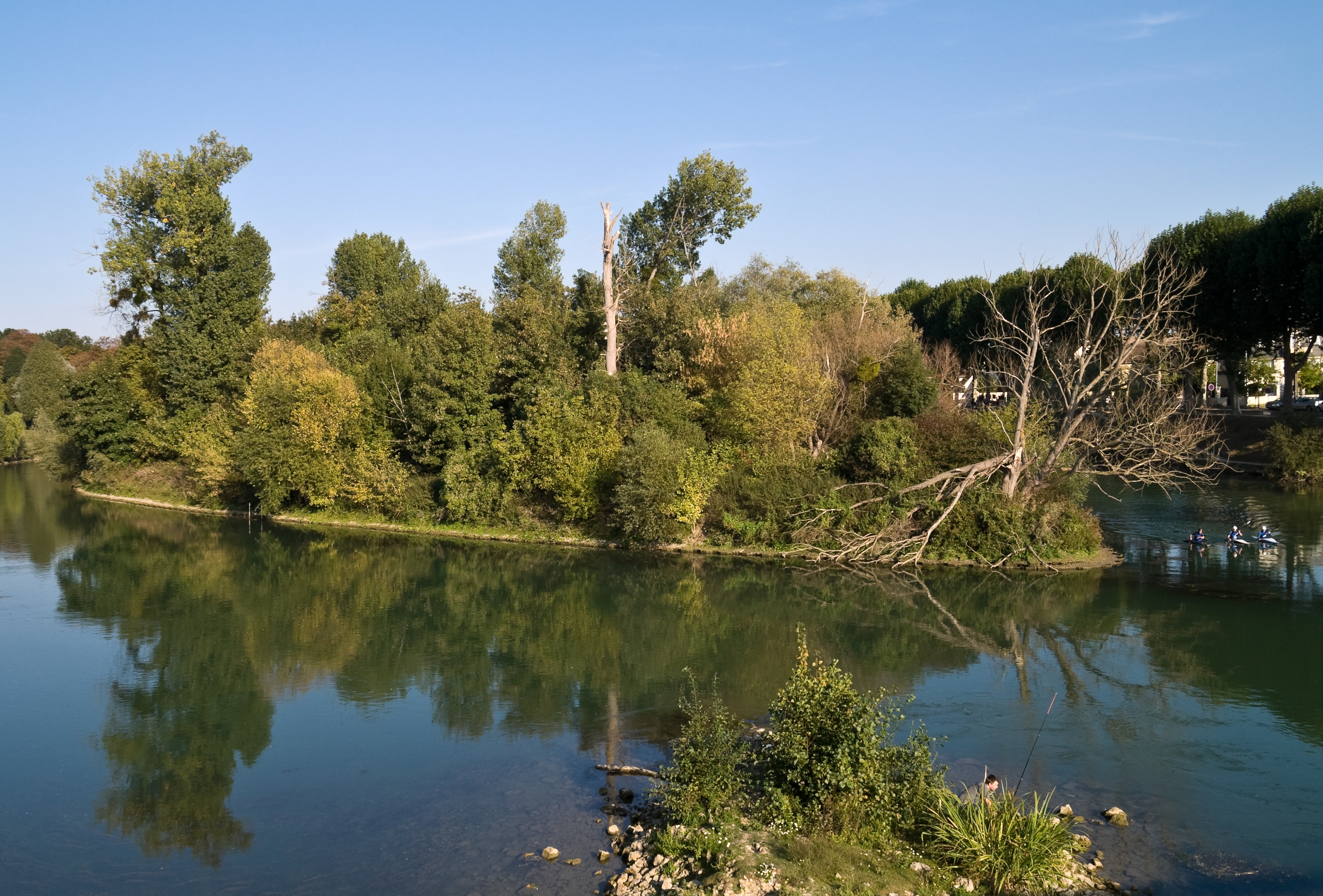
マルヌ川に浮かぶレフュージュ島。自然保護区となっている

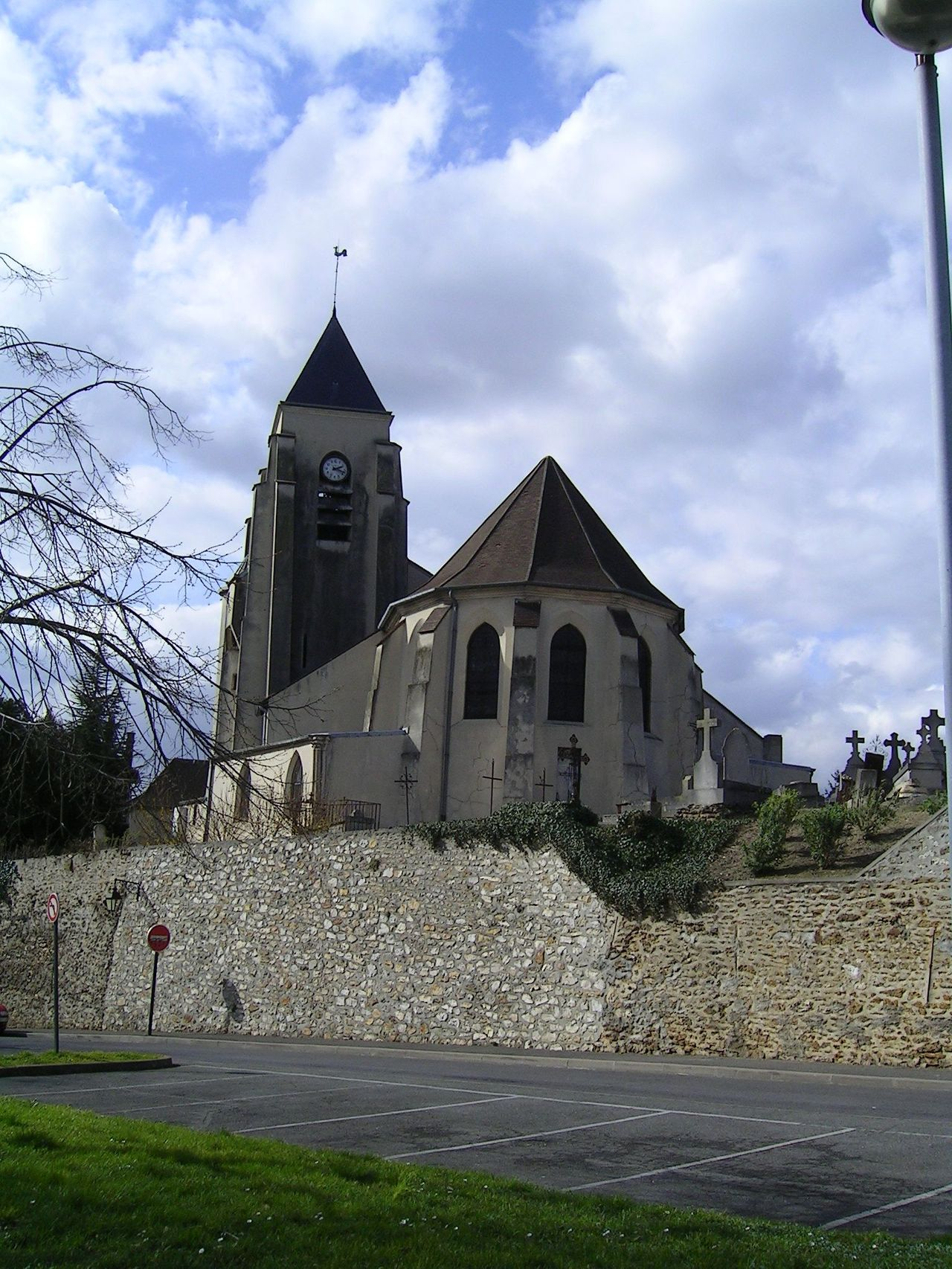
古い墓地に囲まれたサンタンドレ教会

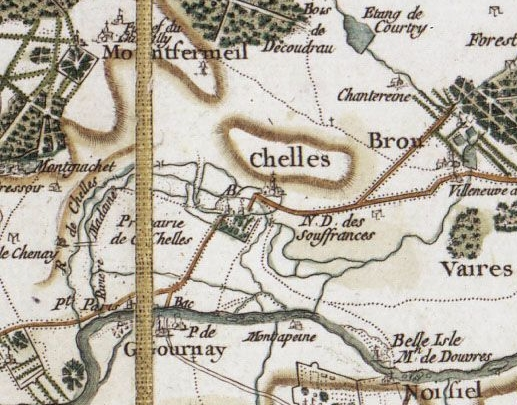
1780年のカッシーニ地図に書かれたシェル

シェルは、フランス国道のゼロ地点であるパリのノートルダム大聖堂の東約18kmにある。南を流れるマルヌ川が隣接コミューンとの境界となり、マルヌ川の支流シャントレーヌ川が流れる。
かつて、コミューンの北部は湿地で覆われ、いくつかの小川や支流が横切っていた。コミューンの標高最高地点は、シェル山地（montagne de Chelles）と呼ばれる丘陵である。
シェルには650ヘクタールに及ぶ緑地がある（コミューンの40%を占める）。

## 歴史

### 由来
6世紀、この地はヴィラ・カラ（Villa Cala）と呼ばれていた。
580年、トゥールのグレゴリウスは、将来のシェルとなることを予想させるカラの名を用いていた。しかし他の研究者たちは、シェルとはラテン語でスケール（scale）を意味するスカラ（Scala）から派生したとしている。この名前は時間の経過とともに変化していった。
632年、シェルはKanlenseと呼ばれ、その200年後にはCalenseそしてCalensisと呼ばれていた。811年にはKalaとなり、40年後にはCaleとなった。1026年にはKalasとなり、次の世紀にはChela、そしてCaleと呼ばれた。
12世紀にはScalensisとなり、Cela、ScalaまたはScallaとなり、最終的に1346年にChieleとなった。1388年から、町の現在の名は徐々に登場するのみとなった。Chiel、1550年にはChelles Sainte Bautour、1672年にはChelles Sainte Bathilde、1788年にはEchelle Sainte Bandourとなった。フランス革命後、現在のChellesに固定された。

### 古代
オルドワン石器がコミューンの周辺、特にシェル山地で見つかっていることから、古くから人が定住していたことがわかっている。
1902年、古いガリア人墓地がスフランス礼拝堂（La Chapelle de Souffrance）と呼ばれる場所から発見された。この場所から人が家畜を飼っていたり、コムギやオオムギを栽培していたことを証明する道具が見つかった。ここでの貿易はマルヌ川一帯に広がっていた。21世紀初頭に行われた発掘では、公衆浴場や神殿といった、ローマ時代の建築物が見つかった。
紀元前6世紀、ガリア人、特にメルディ族とパリシイ族の侵略が始まった。このことをガイウス・ユリウス・カエサルはガリア戦記に記している。
2世紀にローマ化が進み、集落や村が大きくなっていった。シェルは、都市パリに達する境界より前にある都市であった。

### 中世
6世紀、クローヴィス1世によってシェルは王家のvillaeとなり、王はサン＝ジョルジュ教会を建てた。この後のシェルはネウストリア（またはパリ王国）に長く属すことになり、イル＝ド＝フランス有数の王立ヴィラとなった。
584年、クロヴィス1世とクロティルダの孫であるキルペリク1世がシェルで暗殺された。
クロタール2世はシェルを夏季の住居とした。
7世紀半ば、クローヴィス2世の王妃バティルダは、数年間摂政を務めた後地位を追われ、シェルへ追放された。彼女は656年にシェル修道院を創設した（1790年廃止）。
8世紀後半、ピピン3世の娘でカール大帝の妹にあたる修道女ジゼルは、修道院に新しい建物を建て写字室を寄贈した。ここでは修道女たちが多くの本を執筆した。798年、シェルでカール大帝とその家族が休暇をすごした。
ルイ6世時代、シェルはコミューンとなった。百年戦争では町と修道院は略奪の対象となり、飢饉が一帯を襲った。シェルから逃亡した修道女たちはパリへ避難した。彼らはシェルへ戻ると、シャルル6世に都市防衛強化を求めた。1202年、サンタンドレ教区が買収されたことで、13世紀からシェルの領域の大半が女性領主の支配下に置かれた。1358年、シャルル5世がナバラ王カルロス2世への遠征へ向かう途上、シェルに滞在した。同じ年、侵攻してきたイングランド軍はシェル修道院建物の大半を破壊した。

### 15世紀からフランス革命まで

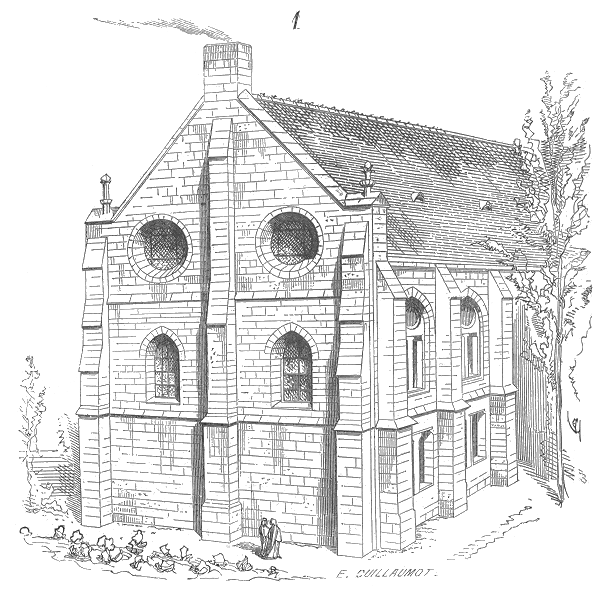
18世紀に描かれたシェル修道院

1405年にブルゴーニュ派が、1411年にアルマニャック派がそれぞれシェルを荒らし、修道女たちは町を捨てて逃げた。修道院長アニェス・ヌヴィルはシャルル6世にシェル防衛強化を申請した。王は1411年にコミューンの外に堀をめぐらし、城壁や門をつくった。
1543年、ルイ9世の子孫でナバラ王の姉妹であるルネ・ド・ブルボンは、シェルで暮らす48人の修道女のひとりとなった。1627年、アンリ4世の庶子であるマリー・アンリエット・ド・ブルボンもこの姿勢にならった。
16世紀、ノートルダム大聖堂の特許状台帳において、シェルはパリ大司教に属することとなった。しかし女子修道院はその権威から脱していた。
18世紀初頭、摂政であるオルレアン公フィリップ2世の娘、ルイーズ・アデライード・ドルレアンがシェル修道院の院長となった。シェルは事実上王宮となった。この時代、修道院長はコミューンの司法権を有し、シェル産ワインや家畜、建築用石材の売買で上がる税収を受け取っていた。
1790年、修道院は当局の圧力を受け、1796年に国有化された。その後略奪され、破壊された。

### 現代まで
1849年、シェルに鉄道が到来した。1870年の普仏戦争では多くのシェル住民はパリへ避難し、同年10月にシェル住民は34人であった。
第二次世界大戦が始まり、1939年にシェル市長エミール・フシャールは『解散していた共産党を再建しようとした』容疑で逮捕され投獄された。釈放後、フシャールはすぐにレジスタンスに身を投じた。当時のシェルは、ドイツ軍が占領する占領地帯（fr）の一部だった。

## 交通
- 鉄道 - シャル＝グルネ駅は、毎日15,000人以上が利用する。RER E線、トランジリアンパリ＝エスト（fr）
- 道路 - シェルはマルヌ＝ラ＝ヴァレの入り口にある。シャルル・ド・ゴール空港まで陸路約25分で行ける。A104、A4、A1

## 出身者
- ソフィー・マルソー - 女優

## 姉妹都市
- リンダウ、ドイツ